# Đông Quắc
Đông Quắc (giản thể: 东虢; phồn thể: 東虢; bính âm: Dōng Guó) là một nước chư hầu quan trọng và thời kỳ đầu Tây Chu (1046-770 TCN).
Sau khi Chu Vũ Vương tiêu diệt nhà Thương vào năm 1046 TCN, hai người đệ cùng mẹ của phụ thân ông, tức Chu Văn Vương, được cấp đất đai. Một người được ban cho nước Tây Quắc tại Ung Địa và Quắc Trọng (虢仲) được ban nước Đông Quắc tại Chế Địa (nay là Tích Dương, Hà Nam). Hai nước này tạo thành một hàng rào bảo vệ cả hai mặt lãnh thổ của thiên tử nhà Chu.
Nước Đông Quắc hầu như không còn tồn tại vào thời Xuân Thu (770-475 TCN). Nước này đã bị nước Trịnh diệt vào năm 767 TCN.

## Danh sách quân chủ
- Đông Quắc thúc (東虢叔) tức Quắc trọng 虢仲
- Quắc Huệ thúc (虢惠叔) Đại Lâm 大林
- Quắc thúc Lữ (虢叔旅) Lữ 旅